# 呂纂
呂 纂（りょ さん）は、五胡十六国時代の後涼の第3代天王。字は永緒。懿武帝呂光の庶長子。

## 生涯
略陽郡（現在の甘粛省天水市）出身の氐人。父在位のときに虎賁中郎将となり、太原公に封ぜられ、太尉となった。
龍飛2年（397年）、懿武帝は西秦の乞伏乾帰を呂纂らに討たせ、呂纂は金城を攻略した。だが乞伏乾帰が東へ逃げたという偽情報にかかり、叔父の呂延が乞伏乾帰に敗れて死んだ。その後、讒言を信じた懿武帝は沮渠羅仇らを殺したため、その甥の沮渠蒙遜が挙兵した。呂纂は沮渠蒙遜を破ったが、沮渠蒙遜とその従兄の沮渠男成は段業を推戴して北涼を建国した。
龍飛4年（399年）、病気が重くなった懿武帝は太子呂紹（呂纂の異母弟）を天王とし呂纂を太尉とした。懿武帝は臨終の際「呂紹は非才だが嫡子のため元首になる」と呂紹を常山公呂弘と共に補佐するよう遺言した。こうして呂紹が跡を継いだ（隠王）が、呂紹は呂纂に殺されるのを恐れて位を呂纂に譲ろうとした。だが、呂纂は拒否した。従弟の呂超は呂紹に危険な呂纂を除くよう進言したが、呂紹は許さなかった。
そうして呂紹が対策を練っているうちに、呂弘は兄の呂纂をそそのかして呂紹の廃立に踏み切らせた。ついに呂纂と呂弘は兵を率い、呂紹に迫った。呂超は兵を率いて駆けつけたが、兵が呂纂を恐れたため手が出せず、呂紹は自害した。呂纂は呂弘の兵力を恐れて位を譲ったが、呂弘が辞退したため呂纂が天王に即位した。また、出奔していた呂超を忠臣であるとして呼び戻した。しかし、呂弘は功名を立てた後に呂纂と対立して挙兵したが、呂纂はこれを破り、逃げた呂弘は捕らえられて殺された。
咸寧2年（400年）、呂纂は勢力拡大を目指して諸外国と争いを繰り返した。
3月にはまず南涼に攻撃を仕掛けるものの敗退した。6月、勢力拡大を諦めない呂纂は次に北涼に対し出撃したが、その隙に南涼に姑臧を攻撃されて急遽引き返すこととなった。これにより拡大政策は失敗し、国力を浪費した上にその後は酒色に耽って内政を怠り、後涼の弱体化を招いた。
咸寧3年（401年）2月、呂氏一族の権力争いの中で、呂超の兄の呂隆に酔わされて呂超に刺殺された。